# Ignacio Gil Lázaro
Ignacio Gil Lázaro, né le 23 septembre 1957, est un homme politique espagnol.

## Biographie
Député de 1983 à 1989 et de 1993 à 2016 pour le Parti populaire (PP), il rejoint Vox et retrouve son siège au Congrès des députés pour la XIIIe législature dans la circonscription de Valence lors des élections générales anticipées du 28 avril 2019. Il est réélu lors des élections générales anticipées du 10 novembre 2019 pour la XIVe législature.
Ignacio Gil Lázaro est une figure controversée de la vie politique espagnole. Figure de l'aile radicale du PP, il s'est illustré par ses insultes adressées aux partis d'opposition et pour avoir été l'un des principaux promoteurs des théories du complot sur les attentats de Madrid du 11 mars 2004.